# 東京夜曲
『東京夜曲』（とうきょうやきょく）は、1997年公開の日本映画。市川準監督。
1997年、第71回キネマ旬報ベスト・テン第4位。
主演の長塚京三は直前に撮影していた映画『瀬戸内ムーンライト・セレナーデ』のロケ中に乱闘シーンで転んで膝を骨折したが、どこかで放浪していたちょっと変わり者の主人公が家に帰ってくる話だから“足を折ったボロボロの状態でタクシーに乗って寝ながら故郷に帰って来るという設定でもありじゃないか”と市川が言い、長塚も同感だったため骨折したまま撮影した。その話は関係者しか知らず、物語に沿って主人公の足もだんだん回復していくことに合わせたように撮影できたという。

## ストーリー
下町の商店街に、数年前に家族を残して家を飛び出したきりの浜中康一が帰ってくる。妻の久子は何事もなかったかのように夫を迎えるが、久子を秘かに慕っている作家志望の青年・朝倉は、浜中への反感から、浜中と久子の過去を探り始める。浜中電気の向かいにある「喫茶大沢」を経営するたみは、かつて浜中と恋仲にあった。
そのたみを病身の大沢が愛し、やがてたみは大沢と結婚するが、それが愛情からか憐みからかは分からない。その当時、大沢を強く想っていた久子だったが、残された者同士がそれぞれの想いを胸に秘めたかのように康一と結婚する。
しかし、大沢の病死によって危うい均衡を保っていた四人の複雑な関係が崩れ、康一はそのことから逃れるように町を出た。康一にも負い目はあるはずだが、それを何事もなかったかのように許す久子にも、かつての大沢への想いを秘め康一と結婚したという罪悪感のようなものが残る。
やがて浜中は家電屋を辞めてゲームソフト店にして成功し、たみは店を若手に譲って、実家のある岡山に引っ越すことになる。
四人の複雑な大人の恋愛模様があったことを知った朝倉は、久子への想いを断ち切り、作家デビューをきっかけに町を出て行った。

## キャスト
- 浜中康一：長塚京三
- 浜中久子：倍賞美津子
- 大沢たみ：桃井かおり
- 朝倉定二：上川隆也
- 浜中の父：はやし・こば
- たみの義母：朝霧鏡子
- 朝倉の父：花沢徳衛
- 浜中の母：七尾伶子
- 伊藤智美：安部聡子
- ニン：前田昌代
- 吉田：有福正志
- 野村：川野弘毅
- 松永：八反田勝就

## スタッフ
- 監督・原案：市川準
- 脚本：佐藤信介
- 撮影：小林達比古
- 美術：間野重雄
- 編集：達富喜美男、石井香奈江
- 音楽：清水一登、れいち
- テーマ作曲：市川量也
- 録音：橋本泰夫
- スタイリスト：下田眞知子
- プロデューサー：里中哲夫
- 企画：鍋島壽夫、丸平光、廣常啓一

## 受賞歴
- 文化庁優秀映画作品賞
- 第21回モントリオール世界映画祭最優秀監督賞
- 第12回高崎映画祭最優秀監督賞・最優秀主演女優賞（倍賞美津子）・最優秀新人男優賞（上川隆也）
- 第40回ブルーリボン賞主演女優賞（桃井かおり）
- 第52回毎日映画コンクール女優主演賞（桃井かおり）
- 第22回報知映画賞助演女優賞（倍賞美津子）